# North Lindenhurst
North Lindenhurst és una concentració de població designada pel cens dels Estats Units a l'estat de Nova York. Segons el cens del 2000 tenia 11.767 habitants.

## Demografia
Segons el cens del 2000, North Lindenhurst tenia 11.767 habitants, 3.808 habitatges, i 2.974 famílies. La densitat de població era de 2.391,2 habitants per km².
Dels 3.808 habitatges en un 37,3% hi vivien nens de menys de 18 anys, en un 60,9% hi vivien parelles casades, en un 12,2% dones solteres, i en un 21,9% no eren unitats familiars. En el 17,7% dels habitatges hi vivien persones soles el 7,6% de les quals corresponia a persones de 65 anys o més que vivien soles. El nombre mitjà de persones vivint en cada habitatge era de 3,06 i el nombre mitjà de persones que vivien en cada família era de 3,44.
Per edats la població es repartia de la següent manera: un 25,6% tenia menys de 18 anys, un 7,5% entre 18 i 24, un 33,8% entre 25 i 44, un 21,3% de 45 a 60 i un 11,8% 65 anys o més.
L'edat mediana era de 36 anys. Per cada 100 dones de 18 o més anys hi havia 91,6 homes.
La renda mediana per habitatge era de 59.022 $ i la renda mediana per família de 63.642 $. Els homes tenien una renda mediana de 42.403 $ mentre que les dones 31.296 $. La renda per capita de la població era de 22.631 $. Entorn del 3,3% de les famílies i el 5,2% de la població estaven per davall del llindar de pobresa.